# DN13A
De DN13A (Drum Național 13A of Nationale weg 13A) is een weg in Roemenië. Hij loopt van Bălăușeri, bij Târgu Mureș, via Sovata en Odorheiu Secuiesc naar Miercurea-Ciuc. De weg is 131 kilometer lang. 